# Publius Decius Mus (consul, i. e. 340)
Publius Decius Mus, a Decius plebeius gens tagja, i. e. 340-ben consul, aki Titus Livius szerint a veserisi csatában feláldozta magát Róma sikeréért. 

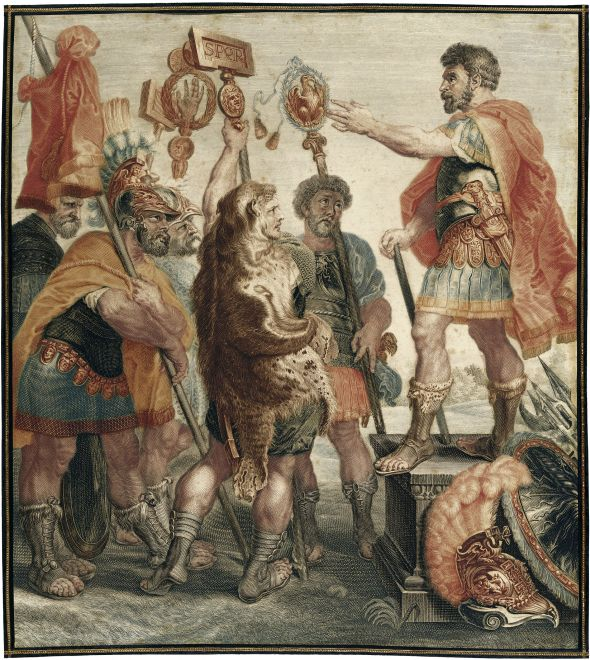
Jacob Matthias Schmutzer képe P. Decius Mus önfeláldozásáról.

Harcolt az első samnis háborúban, Marcus Valerius Corvus Arvina consul irányítása alatt. I. e. 340-ben Titus Manlius Torquatusszal consullá választották meg. Consulsága idejére esett a latin háború, mely során Livius szerint feláldozta önmagát a seregért, az ún. devotio révén. A veserisi csata előtt mindkét consul áldozatot mutatott be az isteneknek. Manliusét az istenek elfogadták, Decius Musé esetében azonban az áldozati állat májának egyik mezőjében bevágást találtak, ám ezt leszámítva az istenek az ő áldozatát is elfogadták. Livius szerint ekkor Mus azt mondta: "Minden rendben van, [...] ha tiszttársam kedvező jósjeleket kapott!" A balszárnyat Mus, a jobbszárnyat Titus Manlius kapta. Kezdetben mindkét szárny állta a harcot, azonban hamarosan a latinok a második sort alkotó princepsek vonaláig nyomta vissza a hastatusokat, akik az első sort alkották. Ezt látva Mus magához hivatta Marcus Valeriust, a pontifex maximust, és utasította, mondja el az imát, mellyel feláldozhatja magát a seregért. Ezt követően a főpap utasításának eleget téve felvette szegélyes tógáját, befedte fejét, majd kezeit a tóga alatt állához emelte és ráállt a lába alá fektetett gerelyre, majd elmondta az imát: "Ianus, Iuppiter, Mars atyánk, Quirinus, Bellona, Larok, jövevény és hazai istenek, akiknek hatalmatok van rajtunk és ellenségeinken, s ti, halottak istenei! Azért esdek, azért könyörgök hozzátok, fogadjátok kegyesen felajánlásomat, adjatok erőt és győzelmet a quirisek római népének, sújtsátok félelemmel, rémülettel, halállal a quirisek római népének ellenségeit. E szavakkal kifejezett ígéretem szerint a quirisek római népéért, államáért, seregéért, legióiért, segédcsapataiért, magammal együtt felajánlom az alvilág isteneinek és a Földnek az ellenség legióit, segédcsapatait."
Könyörgését befejezve lictorokat küldött Manliushoz: jelentsék idejében tiszttársának, hogy felajánlotta magát a seregért. Ő maga, gabii köntöst öltve, fegyveresen lovára szökkent, s az ellenség sűrűjébe vágtatott. Emberfeletti lénynek látszott mindkét sereg előtt, mintha az ég küldte volna, hogy áldozatként lecsillapítson minden isteni haragot, s hogy a pusztulást övéitől elhárítva, az ellenségre fordítsa. Nyomában járt a teljes rémület és rettegés, zavar fogta el először a latinok hadijelvény-hordozóit, majd továbbterjedve, az egész sereget. Jól lehetett látni, hogy amerre csak elvágtat, az emberek, mint akiket valami gonosz csillag lángja perzselt meg, reszketni kezdenek, s mikor a rázuhogó dárdák alatt végre összerogyott, a latin csapatok már teljesen fejüket vesztve menekültek, üresen hagyva a csatateret. A rómaiak pedig, a babonás félelem alól felszabadulva, mintha csak most hangzott volna el a csatára hívó jel, újra kezdték a harcot. Mert a rorariusok előretörtek az előcsapat sorai közé, új erővel töltve el a dárdásokat és nehézfegyverzetűeket, az első és második vonalbeliek pedig fél térdre ereszkedve csak a consul parancsát várták, hogy támadásra induljanak.
| Elődei: Caius Plautius Venno és Lucius Aemilius Mamercinus Privernas | Consul i. e. 340 collega: Titus Manlius Torquatus | Utódai: Tiberius Aemilius Mamercinus és Quintus Publilius Philo |

## Fordítás
- Ez a szócikk részben vagy egészben  a   Publius Decius Mus (consul 340 BC) című angol Wikipédia-szócikk ezen változatának fordításán alapul.  Az eredeti cikk szerkesztőit annak laptörténete sorolja fel. Ez a jelzés csupán a megfogalmazás eredetét és a szerzői jogokat jelzi, nem szolgál a cikkben szereplő információk forrásmegjelöléseként.